# Bouglon
Bouglon (okzitanisch: Boglon) ist eine französische Gemeinde mit 651 Einwohnern (Stand: 1. Januar 2022) im Département Lot-et-Garonne in der Region Nouvelle-Aquitaine. Die Gemeinde gehört zum Arrondissement Marmande und zum Kanton Les Forêts de Gascogne. Die Einwohner werden Bouglonnais genannt.

## Geografie
Bouglon liegt etwa 13 Kilometer südsüdwestlich von Marmande. Nachbargemeinden von Bouglon sind Samazan im Norden, Sainte-Marthe im Osten, Grézet-Cavagnan im Süden und Südosten, Argenton im Süden und Südwesten sowie Guérin im Westen.

## Bevölkerungsentwicklung
| Jahr                       | 1962 | 1968 | 1975 | 1982 | 1990 | 1999 | 2006 | 2018 |
| Einwohner                  | 573  | 540  | 516  | 503  | 532  | 528  | 573  | 625  |
| Quellen: Cassini und INSEE |      |      |      |      |      |      |      |      |

## Sehenswürdigkeiten
- Kirche Notre-Dame-de-l'Assomption aus dem 14./15. Jahrhundert
- Kirche Saint-Pierre in Bouglon-Vieux aus dem 12. Jahrhundert
- Burg aus dem 13. Jahrhundert

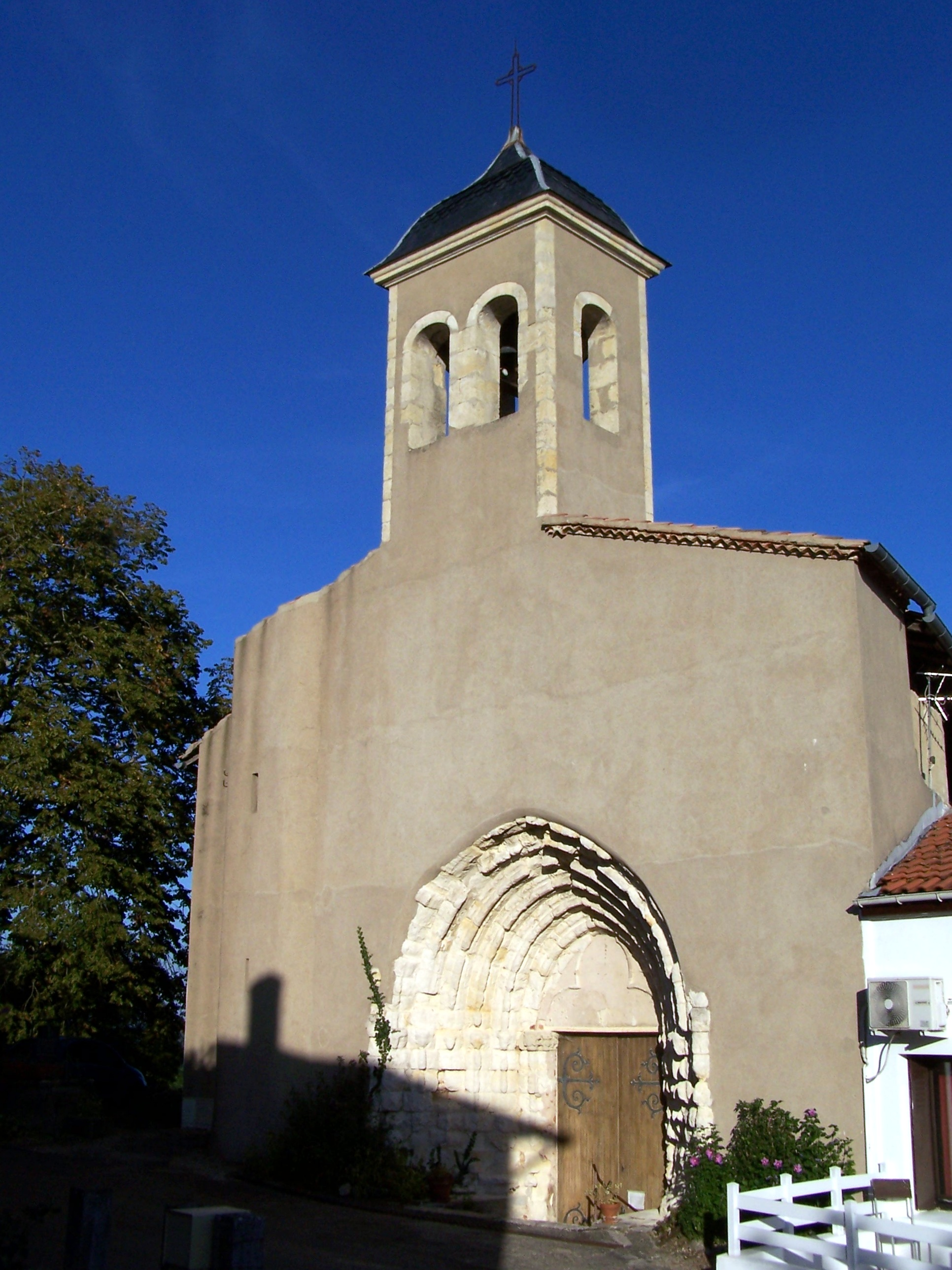
Kirche Notre-Dame-de-l'Assomption
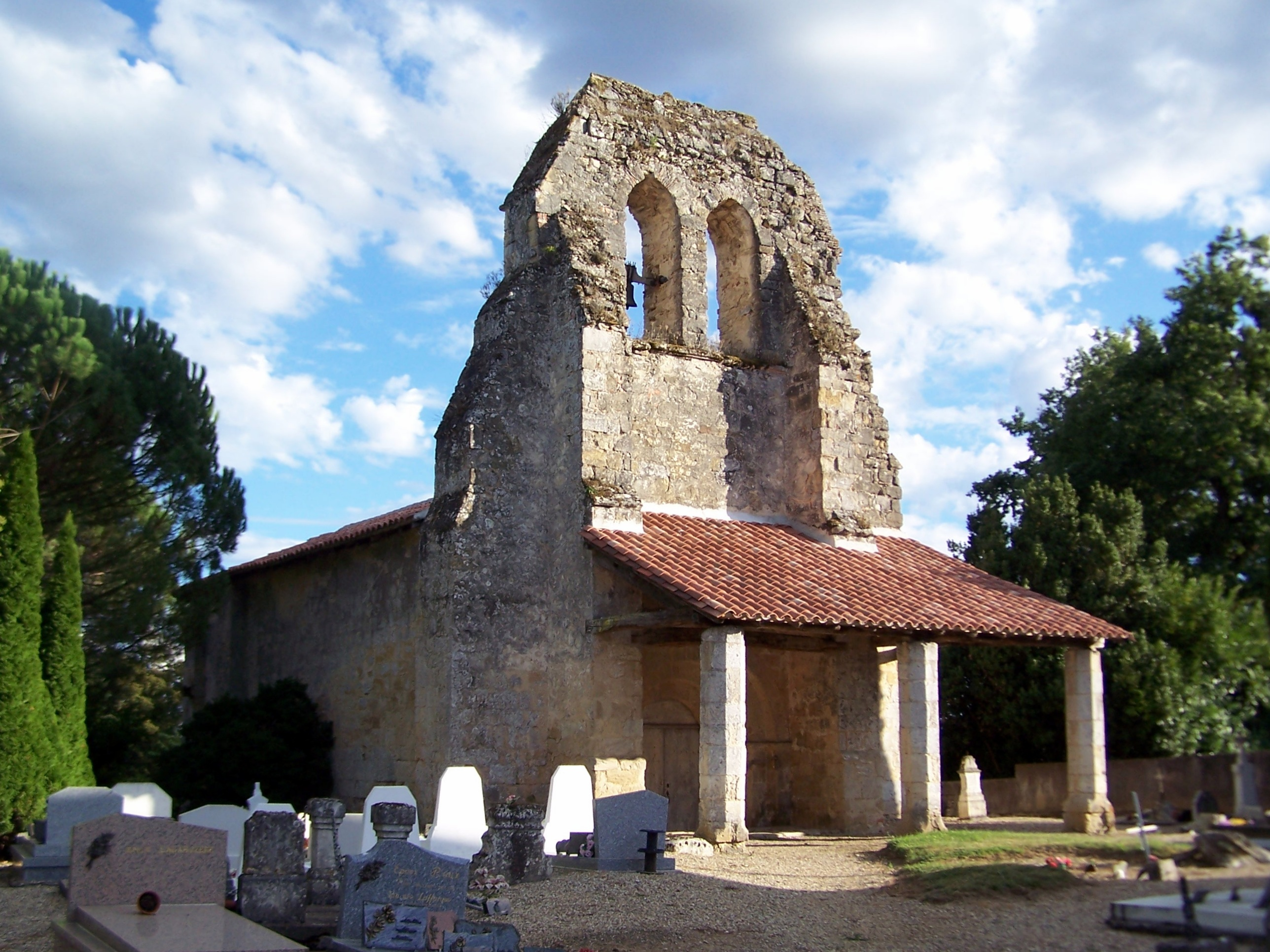
Kirche Saint-Pierre